# Роскошная комедия Ноэля Филдинга
Роскошная комедия Ноэля Филдинга (англ. Noel Fielding's Luxury Comedy) — британский комедийный телесериал, созданный Ноэлем Филдингом и Найджелом Коэном. Главные роли исполняют Ноэль Филдинг, Майкл Филдинг, Долли Уэллс и Том Митен. В съёмках также принимали участие различные другие актёры, такие как Рич Фулчер, Дэн Кларк и Ричард Айоади, уже знакомые по другим работам Филдинга. Музыку к шоу написал Серджо Пиццорно, участник группы Kasabian и очень хороший друг Ноэля. Первый эпизод вышел 26 января 2012 на канале E4.

## Концепция
Ноэль Филдинг, уже известный по сюрреалистическому телесериалу The Mighty Boosh (полному музыки, абстракции и анимации), в котором он принимал активное участие, выпустил своё собственное шоу, непохожее на прошлые творения. Luxury Comedy сложно назвать «комедией» в полном смысле этого слова. Сериал представляет собой яркое и красочное скетч шоу, наполненное психоделическими сюжетами, практическим не связанными с основной линией. В них фигурирует множество странных и антропоморфных персонажей (большинство из которых исполняет сам Филдинг), которые делятся историями из прошлого и попадают в разные ситуации.
В Роскошной комедии множество отсылок к художникам, музыкантам и писателям, вдохновившим Ноэля, присутствует элемент пародии на современное общество. Например, в главной роли Энди Уорхол, известный творец, упоминаются и Фрида Кало и Рене Магритт, Брайан Ферри, Уильям Блейк и другие. Кроме традиционной актёрской игры Luxury Comedy создана за счёт введения компьютерной графики, ручной анимации и мультипликации, чем напоминает The Mighty Boosh. Но если в Майти Буш анимация была скорее экзотикой, то здесь она напротив занимает большую часть эфирного времени. Вся стилистика рисованных элементов обусловлена творчеством и живописью Ноэля. Много присутствующих в сериале персонажей можно наблюдать в его книге — «The Scribblings of a Madcap Shambleton». Кроме обилия красок и визуальных эффектов, важную роль в сериале играет музыка. В каждой серии присутствуют музыкальные вставки, которые исполняют разные персонажи. Большинство композиций являются пародией на разные темы и музыкальные направления.
По словам The British Comedy Guide, вместе с аниматором/директором Найджелом Кэоном, Филдинг создал «радостное и очаровательное ТВ-шоу, которое повторяет традиции Спайка Миллигана и Кенни Эверетта, но в то же время остается вполне современным. Это шоу словно бутерброд из северного сияния, в который ты вгрызаешься… Как если бы Сальвадор Дали и Мик Джаггер воссоздали „Книгу Джунглей“, используя тост… Теплая и странная, наполненная шутками, Роскошная Комедия непременно поменяет ваше отношение к телевидению… и своим собственным рукам.» Сам Ноэль говорит следующее: «Телевидению нужен безумец — я просто хочу взорвать умы людей.»
Вся сюжетная линия вертится вокруг главного героя — Ноэля, который является «Болливудской версией Элвиса» или преувеличенной и высмеивающей версией самого Филдинга. В каждом эпизоде сериала следует небольшой основной рассказ или идея с участием Ноэля и его друзей, которые разбавляются разными скетчами (регулярно историями Рэймонда Бумбокса или Фэнтези Мэна), как правило, не имеющими ничего общего с основным сюжетом. Завязкой может послужить либо идея Ноэля (рисунок Пеле), либо обсуждение социальной проблемы (цыкающая гора, хламидиоз). Второстепенные скетчи также нацелены на то, чтобы обратить внимание на социальные ситуации. Ситуация часто решается к концу эпизода странным и сюрреалистическим образом.

## Персонажи

### Главные персонажи
- Ноэль (англ. Noel, играет Ноэль Филдинг). Он живёт в домике на дереве посреди джунглей вместе с дворецким Смузом и уборщиком Энди Уорхолом. Этот персонаж — пародия Филдинга на самого себя. Он изображён как очень безответственный и капризный взрослый, напоминающий ребёнка, который любит заниматься разной деятельностью. Он рисует, пишет рассказы, собирает коллекции и т. д. Большинство эпизодов построено вокруг его идей, которые он отстаивает и пытается воплотить в жизнь.
- Смуз (англ. Smooth, играет Майкл Филдинг), дворецкий Ноэля. Он похож на серого муравьеда и одет в килт. Смуз часто служит голосом разума и зрелости, регулярно указывая на недостатки в планах Ноэля.
- Долли (англ. Dolly, играет Долли Уэллс), очень симпатичная подруга Ноэля. У неё немецкие корни, и она утверждает, что работает диджеем и модельером. Но ни одну из этих деятельностей в сериале так и не показали. Она живёт по соседству с Ноэлем, но несмотря на это частенько находится у него в домике на дереве.
- Энди Уорхол (играет Том Митен), известный художник, который теперь работает уборщиком у Ноэля. Он очень напоминает робота и голосом, и поведением. Вечно раздражает Ноэля.

### Второстепенные персонажи
Большинство из них исполнял Ноэль Филдинг, если не указано иное.
- Секретный Питер (англ. Secret Peter), арендодатель Ноэля. Он фиолетовое каплеобразное существо, покрытое разноцветными кристаллами, который говорит и действует в стереотипной манере Восточном Лондоне. Он назван в честь производственной компании шоу.
- Рой Сёклз (англ. Roy Circles), антропоморфная шоколадная палочка, который служил когда-то в армии, а теперь работает учителем физкультуры. Он часто говорит о своей жене, которая умерла пять лет назад и, видимо, страдает от посттравматического расстройства.
- Сержант Рэймонд Бумбокс (англ. Sergeant Raymond Boombox), неуклюжий Нью-Йоркский полицейский с жёлтой кожей, огромными усами и химической завивкой. Постоянно рассказывает истории своего прошлого и больше заинтересован в еде, чем в раскрытии преступлений. У него есть два пулевых отверстия и ножевое ранение на правой руке (которое он называет Гэш), которые каким-то образом обрели способность говорить, и часто ругают Сержанта за его неудачи, сводя его тем самым с ума. Также он постоянно разговаривает с персонажем по имени Хупер (Hooper), мы слышим его ответы, но не видим его лица. Сержант — регулярно появляющийся персонаж, представляющий собой смесь живой игры, компьютерной графики и рисованной анимации.
- Дондилайн (англ. Dondylion), лев, проживающий большую часть своей жизни в закрытом питомнике, который быстро сходит с ума своим маленьким вольером и плохими условиями жизни. У него есть фотография Дэвида Ли Рота в рамке, с которой он говорит, называя его «Царь львов».
- Дэдди Паш (англ. Daddy Push), человек с гигантской ракушкой вместо головы. Он никогда не говорит, но при этом делает множество разных и сюрреалистических вещей, таких как танец под радио-постановку Шерлока Холмса или создание пары грудей из оригами.
- Тони Ризон (англ. Tony Reason), антропоморфный скат, который живёт в аквариуме под домом Ноэля. Он уважаемый музыкальный продюсер и часто рассказывает зрителю о своём прошлом опыте работы с Джимом Моррисоном, Bon Jovi и другими исполнителями.
- Даймондбэк (англ. Diamondback), кантри певец с серебряной кожей, усами из медной мочалки и многочисленными маленькими глазами по всему лицу.
- Джереми Красивогруд (англ. Jeremy Beautifulchest, играет Дэйв Браун), молодой парень со светлыми кудрявыми волосами и огромным плюшевым сердцем на груди, который живёт за забором с табличкой «не прикасаться к груди» под домом Ноэля.
- Дуу Раг (англ. Doo Rag, играет Майкл Филдинг), человек одетый в синий гоночный кожаный костюм, с усами и стрижкой боб, который стоит на лестнице и говорит тихим голосом, с американским акцентом. Зачастую из под белой полоски на его волосах выезжает крошечный красный гоночный автомобиль. Регулярно появляется в скетчах с Аудиторией.
- Призрак Блохи (англ. Ghost Of A Flea), персонаж, основанный на концепте Уильяма Блейка, который утверждал, что видел призрак блохи. Призрак оказывается на 100 летнем юбилее художника, и они, в конечном итоге, устраивают вечеринку, танцуют, играют и резвятся, как маленькие дети.
- Джоуи Рамон (англ. Joey Ramone), слепленная из пластилина фигурка панк-рокера Джоуи Рамона, который изображается без рук, с нелепо длинными ногами и синими волосами. Все зарисовки с ним сняты как детский мультфильм, собранный из пластилина. Это пародия на детское телевидение 60-х и 70-х годов, в котором все действие происходило на простом нарисованном фоне, с рассказчиком, описывающим все, что происходит.
- Городской джентльмен (англ. City Gent), играет Ричард Айоади (Richard Ayoade), господин, который начинает каждый свой скетч с разговора об недостатке уверенности в искусстве, образовании и других интеллектуальных темах, которые, как он чувствует, как-то снизились. Во всех своих сомнениях он продолжает резко обвинять Глаза-мороженое (Ice Cream Eyes) (играет Ноэль Филдинг) — человека с чёрной кожей, длинными светлыми волосами и клубничным и ванильным шариками мороженого вместо глаз, который, кажется, живёт в морозильной камере.
- Фэнтези Мэн (англ. Fantasy Man), человек, одетый в тесные золотые лосины и мерцающий серебряный капюшон. На его лице роль бровей и усов исполняют синие куски клейкой ленты, а вместо бороды у него пластиковый стаканчик. Фэнтези Мэн — это современный Дон Кихот, застрявший в ловушке электронного мира, который напоминает Трон (фильм). Каждый день он отправляется на смелые приключения в мир фантазии, но никогда не достигает поставленной цели. Его всегда возвращают в реальный мир. Он передвигается на фарфором единороге с рожком от мороженого вместо рога — Арнольде 5, который разговаривает голосом Барри Уайта. Иногда вместе с Фэнтези Мэном появляется его приятель Big Chief Woolabum, нью-рейвовый красный индеец, который может заглядывать на 15 минут в будущее.
- Аудитория (англ. The Audience), странный смеющийся клоун, который делает разные странные вещи с картофельным пюре и рыбными палочками. Его желудок содержит ряд винтиков и механизмов, которые вырабатывают пюре в виде разных сюрреалистичных объектов, из картошки, что загружают в голову клоуна.

## Критика
Реакция общества (зрителей, критикой и фанатов Филдинга по Майти Буш) была крайне разнообразна. Мнения о новом телесериале разделились на два противоположных лагеря: кто-то утверждал, что Luxury Comedy невероятна, а Ноэль — гений; кто-то же посчитал, что это шоу не стоит вообще транслировать по ТВ, а её создателю нужно провериться у психолога. Среди фанатов тоже произошёл раскол: многие ожидали от Ноэля вторых «Майти Буш» и, не получив их, разозлились. Но в целом, сериал получил очень много положительных отзывов критиков, которые рассматривали его как произведение искусства.

## Список эпизодов

### Сезон 1 (2012)
| # | Название                                                 | Премьера        |
| --- | -------------------------------------------------------- | --------------- |
| 1 | «Пеле»(англ. Pelé)                                       | 26 января 2012  |
| Ноэль рисует картинку футболиста Пеле, держащего чашку в руке и пинающего округлый белый предмет, похожий на мяч. Но интрига заключается в том, что непонятно, мяч ли это или блюдце от чашки. Ноэль по очереди спрашивает всех в своём окружении, как они воспринимают этот рисунок. |                                                          |                 |
| 2 | «Джелли Фокс»(англ. The Jelly Fox)                       | 2 февраля 2012  |
| Серия начинается с того, что Ноэль и Смуз танцуют под музыку группы Lysergic Casserole. Ноэль рассказывает, что участники группы записали один альбом в 60'е, а затем исчезли. Они приняли так много ЛСД, что застряли в собственном гитарном чехле. Ноэль решает освободить их. Далее следует эпизод, в котором Ноэль спускается в джунгли и начинает рисовать картину на большом полотне под психоделическую музыку. Энди приходит к Ноэлю, заявляя, что отправляется в отпуск и пришлёт вместо себя замену - художницу Фриду Кало, но вместе этого сам исполняет роль Фриды. |                                                          |                 |
| 3 | «Король Тутта»(англ. King Tutta)                         | 9 февраля 2012  |
| Основная тема серии - борьба Ноэля и синей горы недалеко от его дома, которая постоянно цыкает на любые его действия. Также Ноэль демонстрирует "силу телевидения" Смузу и Долли, и пытается раскрыть исчезновение своего мороженого. В этом эпизоде впервые появляется пластилиновый Джоуи Рамон, и Фэнтези Мэн, с которым связана большая часть эпизода. |                                                          |                 |
| 4 | «Торт-телефон»(англ. Phone Cake)                         | 16 февраля 2012 |
| Смуз испёк торт в виде телефона и разыгрывает Ноэля. Он впечатляется идеей и предлагает своему дворецкому испечь ещё несколько таких тортов, чтобы удивить Энди. Помимо основной сюжетной линии, эпизод посвящён фантастическому скетчу о звёздных путешественниках и длинному рассказу Фэнтези Мэна. |                                                          |                 |
| 5 | «Утопия из картофельного пюре»(англ. Mash Potato Utopia) | 23 февраля 2012 |
| Весь эпизод состоит из набора разных скетчей, практически не имея общего сюжета. Нам рассказывают про клоуна Аудиторию, который перерабатывает картошку в пюре в виде разных предметов, Рэймонда Бумбокса, что рассказывает об очередном происшествии из жизни. Скетч пародия на французскую эстраду. История Дондилайна, который посылает письмо домой. |                                                          |                 |
| 6 | «Тигр с Хламидиозом»(англ. Tiger with Chlamydia)         | 1 марта 2012    |
| В местности, где проживает Ноэль, объявляется Тигр с Хламидиозом. Жителям предлагается купить шлем "анти-хламидиоз". Сержант Бумбокс рассказывает очередную историю, из которой следует, что полицейским следует делать химическую завивку для волос. Дондилайн сбегает из вольера. |                                                          |                 |
| 7 | «Барбекью-срыв»(англ. BBQ Breakdown)                     | 8 марта 2012    |
| Спор о Брайане Ферри. Энди запускает воздушный змей с его изображением, Ноэль завидует и находит выход, запустив ската Тони в виде змея. История Фэнтези Мэна, раскрывающая суть его приключений. Ноэль устраивает финальное барбекью, чтобы отметить окончание первого сезона. Все вокруг советуют ему, что делать и он выходит из себя, начинает ругаться и перестаёт следить за пламенем. Разгорается пожар, который сжигает весь выдуманный мир. В конце все герои поют финальную песню.                                                                                    |                                                          |                 |

### Сезон 2 (2014)
| # | Название                                   | Премьера        |
| --- | ------------------------------------------ | --------------- |
| 1 | «Пол Панфера»(англ. Paul Panfer)           | 31 июля 2014    |
| Главные герои сериала "Частный детектив Магнум" пытаются принести Ноэля в жертву вулкану. Все надежды только на Пола Панферу - интернет-сенсацию, ставшего очень популярным благодаря снятым на мобильный телефон ремейкам на фильмы Элвиса Пресли.                                               |                                            |                 |
| 2 | «Спасти Терри»(англ. Saving Terry )        | 7 августа 2014  |
| У Ноэля - фантазийный кризис (странная разновидность творческого кризиса), и если он его не преодолеет и не придумает концовку шоу, то Терри - его единственный зритель - погибнет от астероида.                                                                                                  |                                            |                 |
| 3 | «Мистер Реальность»(англ. Reality Man)     | 14 августа 2014 |
| Фантазийный террорист Мистер Реальность превратил шоу Ноэля в Реалити Шоу. В результате чего Ноэль был выдворен в реальный мир, где получил работу в местной забегаловке для рабочих. К счастью для Ноэля, Фэнтези Мэн и Большой Вождь Бумалакавэй уже в пути, и, скорее всего, спасут положение. |                                            |                 |
| 4 | «Крутые Огурчики»(англ. Cucumbers of Cool) | 21 августа 2014 |
| Ноэль обнаруживает, что он - единственный некрутой персонаж во всём шоу. До конца серии ему придётся стать крутым, иначе раса инопланетных огурцов, поклоняющаяся английскому поэту Джону Гею, убьёт его.                                                                                         |                                            |                 |
| 5 | «Джоуи и Кит»(англ. Joey And The Whale)    | 28 августа 2014 |
| До конца серии Ноэлю придётся поднять рейтинги своего шоу с отметки 9 до отметки 25. Если он не успеет сделать это вовремя, то шоу прикроют, а его самого вместе со всеми персонажами отправят на склад и, в итоге, уничтожат.                                                                    |                                            |                 |

## DVD
1 сезон на DVD должен выйти 28 января 2013 года.

## Следующие сезоны
Channel 4 объявили, что в 2013 году выйдет второй сезон Роскошной комедии.. Ноэль Филдинг откомментировал эту новость следующим образом: «Я в восторге от возможности получить ещё один сезон — мы безусловно сделаем вторую часть больше похожей на утро среды. Четвёртый канал был очень благосклонным и дал нам абсолютную творческую свободу для экспериментов с идеями и методами. И я думаю, мы можем поднажать и сделать что-то большее в следующий раз.»
Главный редактор канала, Нерис Эванс, добавил: «Ноэль обладает необыкновенным и редким талантом, нам не терпится вновь начать работать с ним над следующим сезоном Роскошной комедии, ведь это телешоу очень современное и новаторское. Если первый сезон принес нам говорящую рану и человека с мороженым вместо глаз, то мы не можем дождаться увидеть, куда комедийный разум Ноэля может привести нас в итоге.»
В итоге второй сезон вышел 31 июля 2014 года на телеканале E4.